# Живайкино
Живайкино (рос. Живайкино) — село в Бариському районі Ульяновської області Російської Федерації.
Населення становить 848 осіб. Входить до складу муніципального утворення Живайкинське сільське поселення.

## Історія
Від 2004 року входить до складу муніципального утворення Живайкинське сільське поселення.

## Населення
| 2010 |
| ---- |
| 848  |